# Путешествия Гулливера (фильм, 2010)
«Путеше́ствия Гулливе́ра» (англ. Gulliver's Travels) — американский приключенческий фильм Роба Леттермана, снятый по мотивам одноимённого романа Джонатана Свифта. Первоначально планировалось выпустить фильм 4 июня 2010 года, потом дату выхода перенесли на 24 декабря 2010 года, а потом снова перенесли на 22 декабря 2010 года. Фильм был конвертирован в 3D. 19 апреля 2011 года фильм был выпущен на DVD и Blu-Ray.

## Сюжет
Лемюэль Гулливер работает в редакции нью-йоркской газеты, в отделе писем уже долгое время. Ему нравится сотрудница — редактор Дарси Силверман, но за всё это время он так и не решился куда-нибудь пригласить её. Новый сотрудник Дэн говорит Гулливеру, что работа в отделе писем — это потолок возможностей Лемюэля, и на следующий день его повышают, делая начальником Гулливера. Вечером расстроенный Гулливер заглядывает к Дарси и, вместо приглашения на свидание, рассказывает ей байку, что, якобы, много путешествует. Он пишет об этом статьи, но не публикует. Дарси заинтересовывается и предлагает ему отправиться в Бермудский треугольник на 3 недели, чтобы развеять все мифы о нём.
В море Гулливер попадает в водяной смерч и приходит в себя в стране Лилипутии, которую населяют крошечные человечки — лилипуты. Поначалу его пленяют и заключают в тюрьму. Затем пленника-великана приспосабливают пахать поля. Однако Гулливер спасает от пожара королевский дворец и делает карьеру как военный, став во главе армии. Гулливер рассказывает местным жителям о том, что он, якобы, важная персона на родине, приправляет байки фрагментами из Звездных войн и приобретает популярность. Лучшим другом Лемуэля становится Горацио. Он влюблен в капризную принцессу Мэри, но, благодаря советам Гулливера, добивается её расположения. Дарси в это время узнаёт, что Гулливер соврал ей насчёт своих путешествий, и её отправляют разыскать его. Она также попадает в фантастическую страну.
Лилипутия находится в сложных отношениях со страной-соседом Блефуску. Эдвард Эдвардиан, генерал Лилипутии, оказавшийся из-за Гулливера не у дел, переходит на вражескую сторону. Он организует нападение вражеского флота, но Гулливер отражает его в одиночку. В катере Гулливера Эдваридиан нашёл руководство к игре и в нём чертежи робота. Построив гигантского робота, Эдвардиан принимает управление им и побеждает Гулливера. Эдвардиан заставляет побежденного признаться в том, что он наврал о своём важном положении на родине. Генерал привязывает его к плоту и отправляет за стену тумана. Гулливер попадает в страну великанов Бробдингнег. Там он оказывается детской игрушкой маленькой девочки. К нему пробирается Горацио и требует его немедленного возвращения в Лилипутию. Там в плену страдает его любимая Дарси.
Гулливер бежит из Бробдингнега. Эдвардиан захватил власть в стране, отправил в тюрьму короля и королеву, и собирается жениться на Мэри. Совместными усилиями с Горацио он побеждает робота, которым управляет генерал. Горацио, наконец, добивается расположения и взаимности принцессы Мэри. Гулливер и Дарси признаются друг другу в любви. Они возвращаются на родину, где Лемуэль становится корреспондентом газеты.

## В ролях
- Джек Блэк — Лемюэль Гулливер
- Джейсон Сигел — Горацио
- Эмили Блант — принцесса Мэри, дочь короля Теодора
- Аманда Пит — Дарси Силверман, сотрудница Гулливера
- Билли Коннолли — Теодор, король Лилипутии
- Крис О’Дауд — Эдвард Эдвардиан, генерал лилипутской армии
- Ти Джей Миллер — Дэн, начальник Гулливера
- Джеймс Корден — Джинкс, секретарь короля Теодора
- Кэтрин Тейт — Изабель, королева Лилипутии
- Эмманюэль Кватра — Леопольд, король Блефуску
- Олли Александер — принц Август, брат принцессы Мэри

## Критика
Фильм получил негативные отзывы. Rotten Tomatoes — оценка 21 % на основе 110 отзывов. Средний балл от критиков 3.9/10. Критики назвали фильм «тяжёлым».

## Награды
Джек Блэк стал номинантом на анти-премию «Золотая малина» в номинации «Худший актёр», но проиграл Эштону Кутчеру, сыгравшему в фильмах «Киллеры» и «День святого Валентина».
Также актёр номинировался на премию Kids Choice Awards в категории «Любимый актёр года», но проиграл Джонни Деппу за фильм «Алиса в Стране Чудес».